# Historia del activismo pedófilo
El moderno activismo pedófilo fue fundado en los Países Bajos por Frits Bernard a finales de la década de 1950. Durante los setenta y a principios de los ochenta, el movimiento logró un progreso transitorio hacia sus metas en Europa Occidental continental, especialmente en los Países Bajos, gracias al trabajo de Frits Bernard, Theo Sandfort, Edward Brongersma o Frans Gieles, y de los grupos MARTIJN o NVSH; en Francia por Tony Duvert; en Dinamarca con DPA; en Alemania; en el Reino Unido con el "Paedophile Information Exchange" ("Central de Información sobre Pedofilia"); y por último en los Estados Unidos con NAMBLA. El activismo pro-pedofilia decayó en muchos países hacia fines de los ochenta.
Si bien se crearon nuevos grupos después (Krumme 13, NVD, IPCE), la tendencia continuó con una pérdida de la audiencia de estos movimientos relacionada con un rechazo en aumento de las sociedades incluso de muchos de sus antiguos defensores (por lo tanto, las asociaciones homo-pedófilas fueron prohibidas de la ILGA en 1994).

## El principio
El psicólogo y sexólogo Dr. Frits Bernard afirmó que él y otros formaron el Enclave kring ("Círculo del Enclave") en La Haya, en los Países Bajos, en los cincuenta. Construyeron sobre la información anterior a 1940 de los miembros de la rama holandesa del Wissenschaftlich-Humanitäres Komitee(WHK) (Comité Científico-humanitario) del sexólogo alemán Magnus Hirschfeld, proporcionada por el exmiembro del WHK Arent von Santhorst (ver la entrevista con Bernard realizada por el etnólogo y politólogo Dr. Joachim S. Hohmann). 
Bernard, a través de esta conexión holandesa con el WHK, construida gracias a contactos que había establecido en 1940 para idéntico propósito con el presidente holandés del WHK, doncel Dr. J. A. Schorer y el sexólogo Dr. Benno Premsela. Aparentemente Bernard era consciente de que el WHK alemán, junto con su organización internacional Institut für Sexualwissenschaft, ("Instituto para la Sexología"), había publicado artículos sobre las interacciones entre adultos y menores antes de 1933.
Sin embargo la invasión alemana de los Países Bajos en 1940 imposibilitó cualquier cooperación adicional hasta el final de la Segunda Guerra Mundial (una de las reglamentaciones iniciales por parte de los alemanes durante la ocupación de los Países Bajos fue la declaración pública de la puesta en vigencia de las Secciones del Código Penal Alemán, artículo 175, respecto de las actividades homosexuales y artículo 176 respecto de las interacciones entre adultos y niños en Verordnungsblatt Nr. 81 con fecha 31 de julio de 1940), los miembros del WHK, von Santhorst y Bob Angelo (alias Niek Engelschman, posteriormente un activista pedófilo), habían destruido todos los documentos holandeses del WHK para impedir las investigaciones nazis, por lo que la información sobre los miembros fue reconstruida después de la guerra por von Santhorst para formar el Enclave kring.
El Enclave kring, según se construyó en base al modelo del WHK holandés anterior a la guerra, se autodefinió como un 'movimiento' formado por 'instituciones y organizaciones' con fines de: 'eliminar prejuicios sobre temas relacionados con los contactos eróticos y las relaciones entre menores y adultos, y para proporcionar información y consejo así como iniciar un programa de asistencia directa'. Una editorial con igual nombre y objetivos fue fundada en 1958. Según Bernard, el Enclave kring se desarrolló para convertirse en una organización internacional (obtuvo apoyo en Europa occidental, Nueva York, Japón, y Hong Kong, y el mismo Bernard dio conferencias en algunos de sus lugares), y los resultados de estos esfuerzos del Enclave kring incluyeron una respuesta más positiva sobre el activismo pedófilo en varias publicaciones independientes del Enclave kring tales como el holandés Vriendschap ("Amistad", publicado desde 1859), el alemán Der Weg zu Freundschaft und Toleranz ("Un camino hacia la amistad y la tolerancia"), el danés Amigo, y el holandés Verstandig Ouderschap ("Paternidad razonable") alrededor de los sesenta.

## Sex met kindereny sus consecuencias
En 1972, Bernard publicó el libro Sex met kinderen'("Sexo con niños", no publicado por el Enclave kring sino por la organización holandesa independiente para la reforma sexual NVSH). El libro esbozaba la historia del Enclave kring y de la investigación internacional sobre la interacción sexual entre adultos y niños, en parte surgida del activismo del Enclave kring, y en parte independiente del mismo, hasta ese momento. De acuerdo al historiador Dr. E. O. Born, en una cita de Bernard, este libro 'tuvo un efecto [público] en toda Europa y en el extranjero'. Preparó los cimientos para el movimiento de activismo pedófilo de los setenta en Europa occidental.
En los setenta, la mayor parte de la actividad pedófila organizada estaba centrada en los Países Bajos y en un menor grado en Europa occidental. Aquí, varios investigadores, entre ellos Bernard, el psicólogo social Theo Sandfort, el abogado y político Edward Brongersma y el psiquiatra Frans Gieles, escribieron una gran cantidad de trabajos sobre el tema, tanto desde perspectivas teóricas como prácticas. Se elaboraron muchos trabajos que discutían sobre los efectos de las interacciones sexuales entre adultos y niños. Los datos para esos trabajos provinieron en su mayoría del análisis de pedófilos, pero también de adultos y personas jóvenes quienes, de niños o adolescentes, habían estado involucradas en relaciones sexuales con adultos. En una entrevista en 1988, Bernard dijo que hasta ese momento él mismo, como parte de su trabajo psicológico y también como testigo experto autorizado en varios litigios, había analizado y hablado con 'más de mil adultos pedófilos y con aproximadamente tres mil niños y adolescentes que habían tenido contactos [sexuales] con adultos'.

## La petición holandesa de 1979
El 22 de junio de 1979, una petición junto con una carta de contenido similar fueron enviadas al ministro de justicia holandés y simultáneamente al parlamento holandés; tanto la petición como la carta exigían la legalización de las actividades sexuales mutuas entre niños y adultos pedófilos. Esta petición fue escrita por la Sociedad Holandesa para la Reforma Sexual (NVSH), la Liga Coornhert para la Reforma de la Legislación Penal, la Confederación Humanitaria, y el 'sacerdote de radio' A. Klamer. Estaba firmada por varias organizaciones de bienestar social y salud mental pública, incluidas
- la General Probation Association (Asociación General de Libertad Provisional) ,
- la Netherlands Association for the Integration of Homosexuality (Asociación Holandesa para la Integración de la Homosexualidad) (COC),
- la Netherlands Feminism Association (Asociación Feminista Holandesa) oficial,
- en forma unánime, los ejecutivos del Partido Laborista (el partido con mayor cantidad de miembros),
- en forma unánime, los ejecutivos de cuatro partidos políticos más pequeños que en ese momento tenían representantes en la Cámara Baja Holandesa (que eran el partido Democrático Socialista, el partido Socialista Pacifista, el partido Democrático, y el partido Radical).

Como escribió Jan Schuijer, "aparentemente alarmada por el éxito de la petición" la sección de psiquiatría infantil y juvenil de The Netherlands Society for Psychiatry (Sociedad Holandesa de Psiquiatría) se opuso en forma pública a las solicitudes de descriminalización, afirmando que ello socavaría la autoridad parental.

## Últimos avances
En 1980, la COC, la mayor asociación gay en los Países Bajos, declaró en forma pública que la pedofilia es una cuestión gay, y que la liberación homosexual nunca sería completa sin la liberación de los niños y los pedófilos. Entre 1979 y 1981, el último progreso en favor del activismo pedófilo en el mundo occidental se logró cuando la Dutch Protestant Foundation for Responsible Family Development (Fundación Protestante Holandesa para el Desarrollo Familiar Responsable") (PSVG) vendió y distribuyó decenas de miles de copias de un folleto titulado “Pedofilia” ilustrado en forma original con fotos dentro de y a las escuelas primarias holandesas.

## Caída del movimiento en los ochenta y noventa
Hacia fines de los setenta el centro de actividad cambió por un corto período hacia los Estados Unidos y el Reino Unido con la conformación en 1974 del Paedophile Information Exchange (PIE) en Escocia (más adelante con base en Londres), y la creación en 1978 de la North American Man/Boy Love Association (NAMBLA) en Boston. Ambos grupos lograron una cierta notoriedad a principios de los ochenta debido a las protestas públicas en su contra. En la entrevista ya mencionada de 1988, Bernard atribuyó esto al comportamiento radical y fuertemente agresivo del activismo pedófilo fuera del Europa continental, al tiempo que lamentaba la importante ignorancia en cuestiones sexuales en general en los Estados Unidos. El PIE se rindió ante la presión pública y se disolvió en 1985, sin embargo la NAMBLA continuó existiendo.
El 5 de febrero de 1987, Bernard apareció como invitado especial en el programa en vivo de Phil Donahue a través de la NBC Television (habitualmente repetido a través de 250 canales de televisión en los Estados Unidos y Canadá) y abogó libremente por el activismo pedófilo durante una hora sin interrupciones, con el apoyo de un hombre de 23 años que de niño había estado involucrado en una relación sexual con un adulto. Esto resultó importante ya que 1987 era una fecha en la que el activismo pedófilo ya se enfrentaba a un ataque público cada vez mayor, comparado con la situación de 1970 en Europa occidental.
En los ochenta se crearon varios grupos adicionales de apoyo a la pedofilia. El más importante de ellos fue MARTIJN (1982), ubicado en los Países Bajos, y la Asociación Pedófila Danesa (DPA) (1985). Esto fue seguido a principios de los noventa por la formación de la IPCE (en ese entonces "Pedofilia y Emancipación de los Niños Internacional"), una organización coordinadora de los grupos activistas pedófilos. Si bien MARTIJN e IPCE continuaron funcionando, la DPA se dispersó a principios de 2004 debido a la presión sociopolítica y la falta de apoyo de otros partidos.
Luego de 1982, la situación en la Europa occidental continental (en desconocimiento de las campañas públicas de 1977 contra la pornografía infantil realizada en los países anglo americanos) en un contexto de activismo, no apareció tan odiada como sucedió mientras tanto en los países angloparlantes. Anteriormente las organizaciones de activismo pedófilo no obtuvieron suficiente presencia negativa en la prensa pública como para permanecer en la memoria colectiva, simplemente parecieron perder interés en mantener sus actividades públicas por más tiempo, por lo que el tema en su mayor parte se retiró de la conciencia pública. Además, Bernard (nacido en 1920) se retiró de su trabajo como psicólogo, como testigo experto, y de todos sus cargos en organizaciones internacionales en 1985. Incluso antes, la cantidad de miembros del NVSH cayó drásticamente por debajo de los 10 000 (en algunos momentos tuvo hasta 240.000 miembros) lo que desembocó en una seria crisis financiera. Un motivo para ser escépticos con la afirmación de Mrazek respecto de que el estudio de Sandfort de 1987 tenía "motivaciones políticas", simplemente porque fue financiado por miembros del NVSH.
Mientras tanto, los cambios en el ejecutivo comenzaban a tomar forma. A pesar del hecho de que en los Países Bajos cada vez más organizaciones feministas y de víctimas así como las unidades de Policía Juvenil todavía estaban en favor de la descriminalización en 1982, la policía holandesa (como Hans Heesters de la Policía Juvenil de Ámsterdam y la Oficina de Moral) y los miembros de las agencias de seguridad fueron con mayor frecuencia educados en los Estados Unidos por el FBI sobre "Los métodos del FBI para rastreo de los supuestos generadores y coleccionistas de pornografía infantil" (virtual y efectivamente "lineamientos que apuntaban a quienes establecían contactos sexuales con menores de edad"). En 1989, el entonces ministro de justicia residente holandés Korthals Althes afirmó públicamente que se habían mantenido reuniones semanales sobre estos temas con el FBI y el Gobierno británico desde 1985.
Desde 1984, el Congreso de los Estados Unidos y el Senado de los Estados Unidos (a través del Permanent Subcommittee on Investigations (Subcomité Permanente de Investigaciones) del Committee on Governmental Affairs (Comité de Asuntos Gubernamentales) en ese momento liderado por el republicano William Roth, y que solían fabricar y diseminar ese tipo de acusaciones a través de los canales de la prensa internacional y de los Estados Unidos) habían realizado continuas acusaciones contra los Países Bajos de estar "entre los exportadores más importantes de pornografía infantil hacia los Estados Unidos" y de que los niños eran subastados públicamente en Ámsterdam para la prostitución y la pornografía, pero todas estas acusaciones se demostraron "insostenibles" "luego de una "investigación seria", el informe final (publicado en agosto de 1986) del Workgroup child-pornography (Grupo de trabajo sobre pornografía infantil) fue establecido por el mismo ministro de justicia Altes.
Durante el mismo período, la moral pública respecto de las cuestiones sexuales se vio afectada negativamente por el descubrimiento del VIH y el sida. "La emancipación pedófila ya no me resulta divertida. El virus lo ha destruido todo", escribió el activista alemán Wolfgang Tomasek en 1988.

### Controversia con la ILGA y la ONU
En 1994, a la International Lesbian and Gay Association (Asociación Internacional Lesbiana y Gay, ILGA) se le otorgó el estado de miembro consultivo dentro del Consejo Económico y Social de las Naciones Unidas, y pronto los Estados Unidos (incluido el mismo presidente Bill Clinton) amenazaron públicamente con la cancelación de sus contribuciones financieras anuales de 1 millón de dólares a las Naciones Unidas debido a que la ILGA tenía cuatro miembros declarados de grupos activistas pedófilos: La NAMBLA, el “Project TRUTH” de MARTIJN, con base en los EE. UU., y el Verein für Sexuelle Gleichberechtigung alemán, (VSG, “Association for Sexual Equality”, o Asociación para la Igualdad Sexual). Como resultado se revocó el status de la ILGA en las Naciones Unidas, la ILGA expulsó a las cuatro organizaciones, y de repente la Bundesverband Homosexualität (BVH, "Asociación Nacional para la Homosexualidad") alemana llamó a realizar protestas internacionales contra la ILGA por haber expulsado a los grupos a pesar del hecho de que la BVH nunca antes había mostrado simpatía por el activismo pedófilo.

## La actualidad e Internet
El medio principal de apoyo a la pedofilia ha resultado ser, a partir de los noventa, mayoritariamente en Internet. 

### IPCE
Al principio de los años 1990 se creó la organización internacional International Pedophile and Child Emancipation (IPCE), de vocación principalmente informativa.

### Krumme 13
En Alemania la organización Krumme 13 (abreviada como K13), fundada en 1993 y disuelta en 2003, generó una importante cobertura de prensa, en su mayor parte negativa, entre los años 2001 y 2005. Esta organización animaba a que los pedófilos salieran del armario, para ello entre 1993 y 1996 presentó la revista Zeitschrift für die Emanzipation der Pädophilie (Revista para la emancipación de los pedófilos) que tuvo cinco números, hasta que el editor fue encarcelado durante un año por tenencia y distribución de pornografía infantil.
En 2001, la ciudad de Tréveris le niega a Krumme 13 el estatuto de Asociación sin ánimo de Lucro para la ayuda de presos. El grupo intenta entonces difundir su causa a través de Internet y entrevistas. Después de la publicación de un artículo en Der Spiegel en diciembre de 2001, numerosas voces se levantaron para denunciar este grupo que, por su acción y sus declaraciones, minimizaba la importancia de los daños que los niños sufrirían en un contacto sexual mediante consentimiento o sin dicho consentimiento.
En 2002 la asociación Schotterblume envió a Hambourg una petición firmada por 50.000 personas reclamando la intervención de los grupos pro-pedofilia y de la propagación de ideas que dan a entender que los niños pueden consentir libremente a una relación sexual con un adulto
En octubre de 2003, el Tribunal de Justicia de Tréveris lo condena a ocho meses de prisión por publicar un texto pornográfico que cuenta la relación sexual de un niño de edad de once años con un adulto de treinta.
En 2005, Krumme 13 ganó el caso penal, estableciendo que la descripción de una relación amorosa entre un niño de 11 años y un hombre de 30 en el Listado de Recursos Pedosexuales de la página web no era pornografía infantil.

### Free Spirits
Lindsay Ashford, en 1995, estableció BoyChat, un tablón de anuncios para pedófilos homosexuales. En 1997, los participantes de BoyChat y de otros recursos en línea formaron Free Spirits, una organización coordinadora con la misión de recaudar fondos y proporcionar servicios seguros de almacenamiento en Internet. El Montreal Ganymede Collective fue formado en Montreal por los miembros de Free Spirits en 1998 como un foro en que los pedófilos homosexuales pudieran encontrarse en el mundo real. A principios de 2001, la primera emisora "boylove", Sure Quality Internet Radio, fue fundada por Jeffrey Gold en Florida, EE. UU.
En 2002 se creó el foro BoyLover.net por LB Enterprises, el cual se ha visto relacionado con acusados de abuso sexual infantil y distribución y tenencia de pornografía infantil. Su acceso está restringido, para ser usuario hay que pasar ciertos requerimientos. Posteriormente fue cerrado por la Europol en el año 2011, luego de recibir múltiples denuncias de que se traficaba pornografía infantil en el sitio web, junto con relatos eróticos sobre menores de edad.
En 2004 se creó el foro El Castillo Azul administrado por Free Spirits, en donde, pedófilos mantenían conversaciones sobre sus depravaciones. En 2008 estuvo inaccesible, en 2009 volvió a ser accesible y postermente fue cerrado por falta de moderadores. El sitio fue administrado por el ofensor sexual Jon Schillaci, quien lo administraba mientras estaba prófugo de la justicia en México.

## Partido de la Caridad, la Libertad y la Diversidad
El 31 de mayo de 2006 el Partido de la Caridad, la Libertad y la Diversidad fue fundado en los Países Bajos por Marthijn Uittenbogaard (Presidente), Ad van den Berg (tesorero) y Norbert de Jonge (Secretario).
El partido no tiene representación parlamentaria y todavía no ha participado en ninguna elección. Su lema es "sapere aude" ("atrévete a saber" o "atrévete a usar tu propia razón", en latín). Ha sido llamado comúnmente en los medios de comunicación como el "partido pedófilo".

## Día internacional del amor por los niños
Desde el año 1998 se convoca el Día internacional del amor por los niños, también conocido como Día del orgullo pedófilo. La fecha fijada es el primer sábado después del solsticio de verano,teniendo en cuenta los 2 hemisferios, la celebración se realiza dos veces al año.
A mediados de 2008 los medios de comunicación se hicieron eco, de forma masiva, de este hecho. En consecuencia diversas instituciones y ONG emprendieron medidas en contra y se formó gran controversia social.